# Sankt Hans Sogn (Odense Kommune)

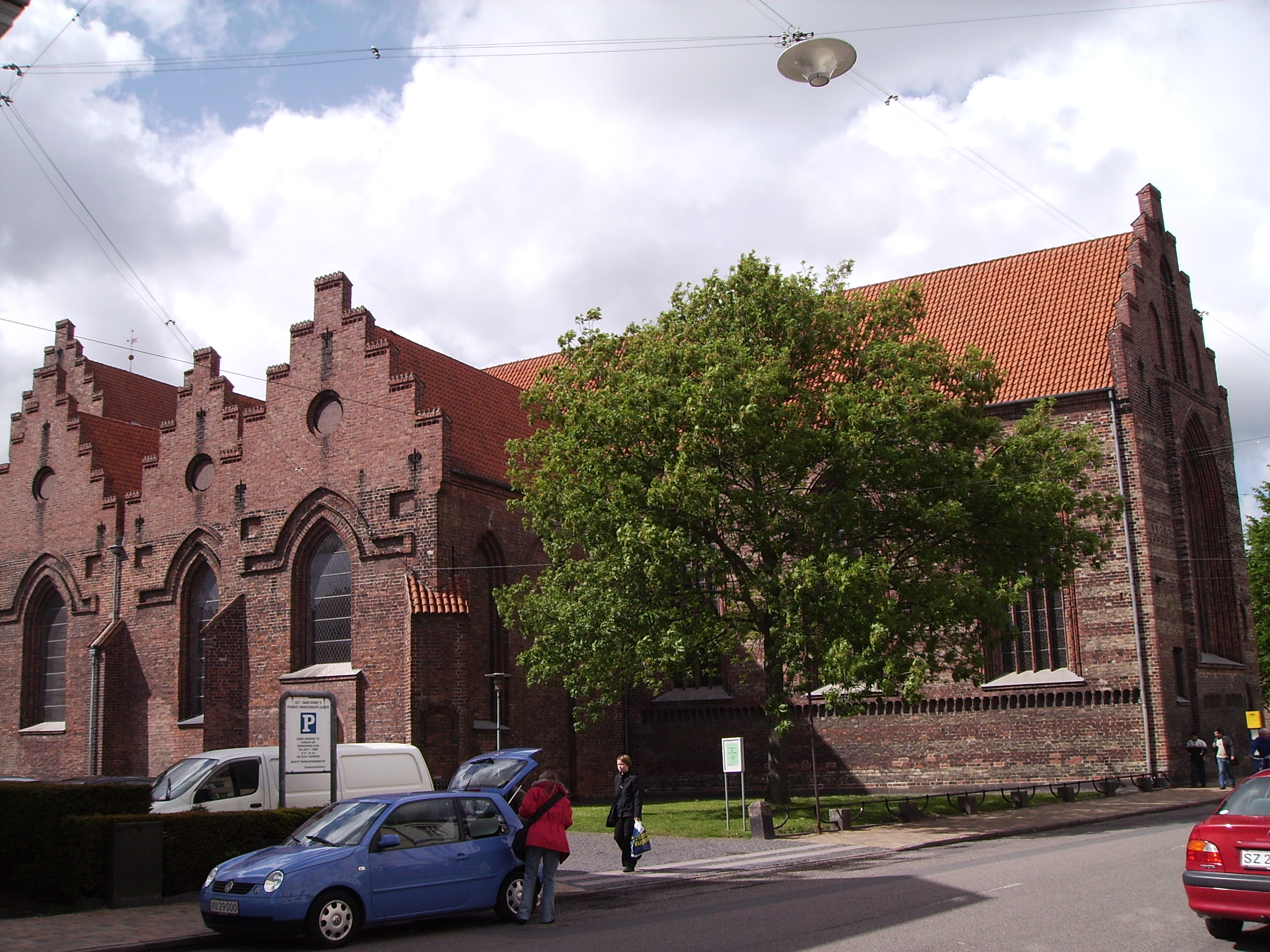
Sankt Hans Kirke

Sankt Hans Sogn ist eine Kirchspielsgemeinde (dän.: Sogn) im Zentrum der Stadt Odense auf der Insel Fyn (dt.: Fünen) im südlichen Dänemark. Bis 1970 gehörte sie zur Harde Odense Herred im damaligen Odense Amt, danach zur Odense Kommune im Fyns Amt, die im Zuge der  Kommunalreform zum 1. Januar 2007 Teil der Region Syddanmark geworden ist.
Von den 182.387 Einwohnern von Odense leben 4642 im Kirchspiel Sankt Hans (Stand: 1. Januar 2023). Im Kirchspiel liegt die Kirche „Sankt Hans Kirke“.
Nachbargemeinden sind im Nordosten Fredens Sogn, im Südosten Vor Frue Sogn, im Süden Sankt Knuds Sogn und im Westen Hans Tausens Sogn.